# Шумшу
Шу́мшу — найпівнічніший острів з Курильських островів. 
Розташований за 11 км на південь від мису Лопатка на Камчатському півострові, від острова Парамушир відділений на півдні Другою Курильською протокою, шириною близько 2 км. На півночі Першою Курильською протокою від Камчатки. В 1875 — 1917 рр. по ній проходив кордон між Російською та Японською імперіями. У 1922 — 1945 рр. — між СРСР та Японською імперією. 
Адміністративно острів входить до Сєверо-Курильського району Сахалінської області. 
- Площа — 388 км².
- Найвища точка гора Мацуго — (189 м)
- Довжина — 30 км
- Ширина — до 20 км

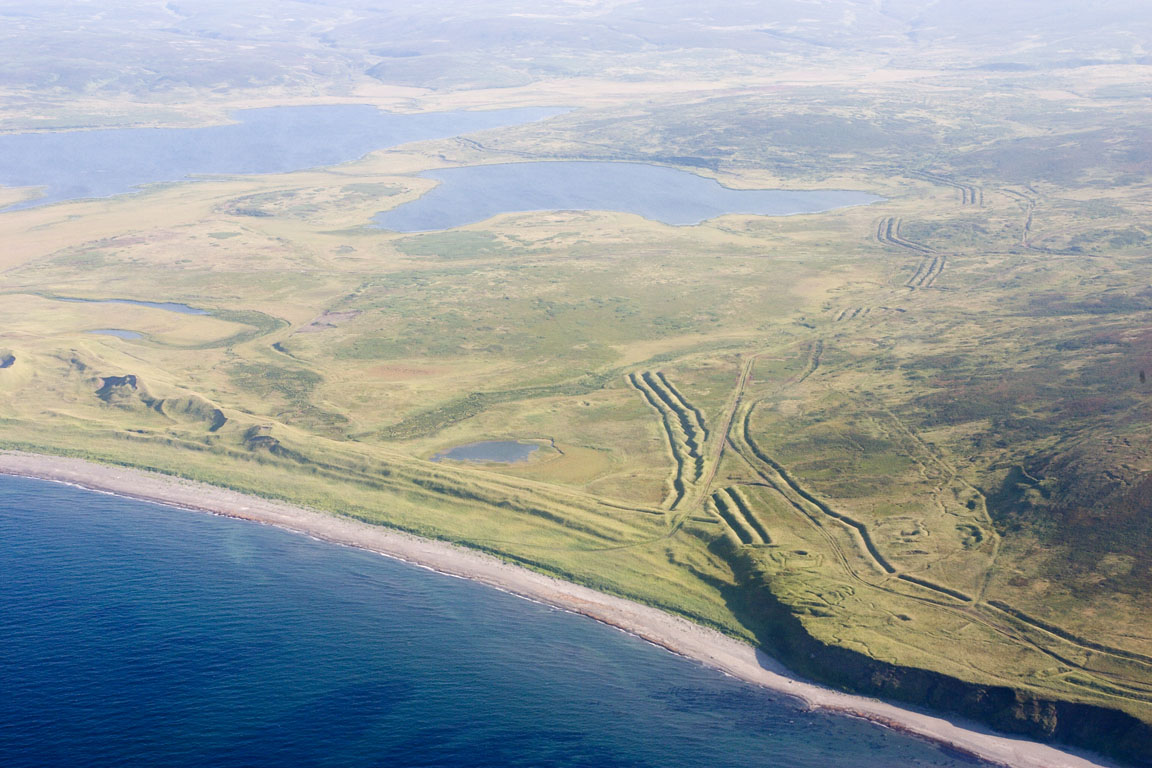

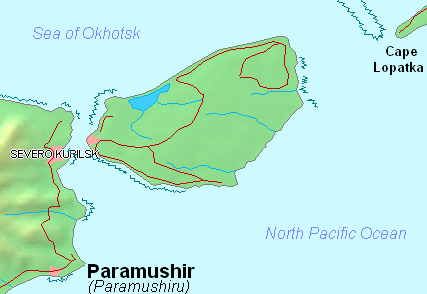
План острова

На початок 21 століття острів не має постійного населення є прикордонна застава і маяк. Раніше на острові існували населені пункти Козиревське, Байковий (яп. Катаока), Бабуся, Саушкіно, Північний. У Байкового розташований покинутий колишній японський аеродром, куди ще в 90-х роках XX століття літали літаки Л-410 з Єлізово . Досі на острові видно сліди подій 1945 року. Безліч укріпних споруд: доти, дзоти, окопи, протитанкові рови, складські приміщення, залишені японцями. По острову розкидані залишки від танків і різних літаків, авіаційні бомби, снаряди і патрони, увесь острів зритий воронками від бомбардувань. Вийшовши на домінуючу висоту можна легко побачити декілька дотів, з яких прострілюється практично будь-яка точка острова.
Місцевість низовинна і покрита в численними озерами і болотами.